# 刘曜
刘曜（？—329年），字永明，新興（今山西忻州市）匈奴人。是十六国时汉赵国君。漢趙光文帝劉淵族子。劉曜由漢趙建國開始就經已為國征戰，參與覆滅西晉的戰爭，並於西晉亡後駐鎮長安（今陝西西安市）。後於靳準之亂中登上帝位，後遷都長安。但登位後不久，劉曜將國號改漢為趙，史称前趙，而其將領石勒自立，即為後趙，國家分裂。劉曜在其在位期間多番出兵平定和招降西戎和西方的割據勢力如仇池和前涼等。在國內亦提倡漢學，設立學校。及後與後趙交戰，一度大敗後趙軍並圍攻洛陽（今河南洛陽市），但終被石勒擊敗並被俘。劉曜及後被殺，在其死後不久，前趙亦被後趙所滅。

## 生平

### 自比樂毅
劉曜年幼喪父，於是由劉淵撫養。年幼聰慧，有非凡氣度。八歲時隨劉淵到西山狩獵，其間因天雨而在一棵樹下避雨，突然一下雷電令該樹震動，旁邊的人都嚇得跌倒，但劉曜卻神色自若，因而得到劉淵欣賞。劉曜喜歡看書，但志在廣泛涉獵而非精讀文句，尤其喜愛兵書，大致都熟讀。劉曜亦擅长写作和書法，習草書和隸書。另一方面劉曜亦雄健威武，箭术娴熟，能一箭射穿寸余厚的铁板，號稱神射。劉曜亦时常自比乐毅、蕭何和曹參，当时人們都不認同，唯刘聪知道其才能。
二十歲時到洛陽遊歷，但期間就被定罪而要被誅殺，於是逃亡到朝鮮，後來遇到朝廷大赦才敢回來。劉曜亦覺得自己外表異於常人，怕不被世人所接納，於是在管涔山隱居。

### 為國征戰
晉永興元年（304年），劉淵自稱漢王，國號漢，改元元熙任命劉曜為建武將軍。劉曜當年就被派往進攻并州郡縣以開拓疆土。漢永鳳元年（晉永嘉二年，308年），劉淵稱帝，拜劉曜為龍驤大將軍。後封為始安王。漢河瑞元年（晉永嘉三年，309年），劉曜與劉聰等進攻洛陽，但被晉軍乘虛擊敗。河瑞二年（310年），劉淵患病，命劉曜為征討大都督、領單于左輔。不久劉淵逝世，太子劉和繼位。劉和後又被劉聰所殺，劉聰及後登位為帝。
劉聰登位後，不久就命劉曜與河內王劉粲等進攻洛陽，並擊敗晉將裴邈，在梁、陳、汝南、潁川之間大肆搶掠。次年，劉聰命呼延晏領兵攻洛陽，劉曜奉命領兵與其會合，並於六月壬辰日（7月8日）抵達西明門。五日後，劉曜等便攻入洛陽大肆搶掠和殺害大臣，並擄晉懷帝等人，將他們送到平陽（今山西臨汾市）。史稱「永嘉之亂」。當時王彌認為洛陽城池和宮室都完好，建議劉曜向劉聰建議遷都洛陽，但劉曜認為天下未定而洛陽四面受敵，並不可守，於是焚毀洛陽宮殿。
永嘉之亂後，鎮守長安的南陽王司馬模命牙門趙染領兵在蒲阪（今山西省永濟市）守備，但趙染因請求馮翊太守一職被拒絕而投降漢國，劉聰於是在八月命趙染攻取長安，又命劉曜和劉粲領兵跟隨。司馬模兵敗投降，並於九月被劉粲所殺，劉曜則獲任命為車騎大將軍、雍州牧，並改封中山王，鎮守長安。
劉曜取得長安後，司馬模的從事中郎索綝投靠安定太守賈疋，並與賈疋等人圖謀復興晉室，於是推舉賈疋為平西將軍，率五萬兵攻向長安。當時拒降漢國的晉雍州刺史麴特等人亦領兵與賈疋會合。劉曜於是領兵在黃丘與賈疋大戰，但被擊敗。梁州刺史彭蕩仲和駐守新豐（今陝西西安市臨潼區）的劉粲都先後被賈疋等人所擊敗，彭蕩仲死而劉粲北歸平陽，賈疋等人於是聲勢大振，關西胡人和漢人都響應。劉曜只得據守長安。嘉平二年（晉永嘉六年，312年），劉曜因賈疋圍困長安經已數月，且連續戰敗，於是掠長安八萬多名平民棄守長安，逃奔平陽。劉曜及後因長安失守而被貶為龍驤大將軍，行大司馬。
同年，晉并州刺史劉琨部下令狐泥叛歸漢國，劉聰於是命令狐泥作嚮導，以劉粲和劉曜領兵進攻并州治所晉陽（今山西太原市）。二人最終乘虛攻陷晉陽，奪取劉琨的根據地。因此功績，劉曜復任車騎大將軍。但兩個月後，劉琨即與拓跋猗盧聯手反攻晉陽，劉曜在汾河以東與拓跋六脩交戰，但兵敗墜馬並受重傷，因討虜將軍傅虎協助才得以逃回晉陽。劉曜及後掠晉陽城中人民逃歸平陽，但遭拓跋猗盧追及，在藍谷交戰但慘敗。但仍成功回到平陽。
嘉平三年（晉建興元年，313年），劉曜與司隸校尉喬智明等進攻長安，但遭麴允擊敗。次年又與趙染和殷凱進攻長安，但殷凱被麴允擊殺。劉曜於是轉攻河內太守郭默但不能攻破，後更被鮮卑騎兵所嚇退。建元元年（晉建興三年，315年），劉曜一度轉戰并州，雖曾獲勝，但不久又再回到蒲坂準備再次進攻長安。及後劉曜即被派往進攻北地，先攻馮翊而再攻上郡，前去抵抗的麴允不敢進擊。

### 駐鎮長安
建元二年（316年），劉曜圍困並攻陷北地，並逼近長安。九月，劉曜雖被司馬保將領胡崧所敗，但胡崧並沒有進一步攻擊，反而退守槐里，而其他援軍亦因懼怕漢國軍而不敢進逼，劉曜於是成功攻陷長安外城，逼得麴允和索綝只好據守城內小城。終於在十一月，因為城內被圍困三個月而食糧嚴重困乏，晉愍帝被逼向劉曜投降。劉曜受降並於隨後遷晉愍帝和眾官員到平陽，西晉正式滅亡。劉曜因此功而獲任命以假黃鉞、大都督、督陝西諸軍事、太宰。並被改封為秦王，再度鎮守長安。
麒嘉三年（晉太興元年，318年），劉聰患病，徵召劉曜為丞相，錄尚書事，與石勒一同受遺詔輔政。但劉曜和石勒都辭讓。劉聰於是任命劉曜為丞相、領雍州牧。同年劉聰死，太子劉粲登位。八月升劉曜為相國、都督中外諸軍事，仍舊鎮守長安。但當月大將軍靳準就叛變，殺害劉粲和大殺劉氏，並自稱漢天王，向東晉稱藩。劉曜知道靳準作亂，於是進兵平陽。

### 平亂稱帝
十月，劉曜進佔赤壁（今山西河津縣西北赤石川），太保呼延晏等人從平陽前來歸附，並興早前因靳準誅殺王公而逃至長安的太傅朱紀等共推劉曜為帝。劉曜稱帝後，派征北將軍劉雅和鎮北將軍劉策進屯汾陰（今山西萬榮），與石勒有掎角之勢，共同討伐靳準。
靳準先前已敗於石勒，見劉曜和石勒現在共同討伐自己，於是在十一月派侍中卜泰向石勒請和，但石勒將卜泰囚禁被送交劉曜。劉曜於是向卜泰說：「先帝劉粲在位時確實亂了倫常，司空靳準你執行伊尹和霍光廢立之權，令我得以登位，實在是很大的功勳。若你早早迎接我入平陽，我就要將朝政大事都全部委託給你了，何止免死？你就為我人入城傳話吧。」於是將卜泰送返平陽。靳準聽到卜泰的傳話後，因為自知當日奪權時殺了劉曜母親胡氏和劉曜兄長，於是猶豫不決。十二月，靳康聯結喬泰和王騰等人殺死靳準，共推尚書令靳明為主，又命卜泰帶六顆傳國璽向劉曜投降。此舉令石勒十分憤怒，領兵進攻靳明，靳明大敗而只得退入平陽，嬰城固守。隨後石勒與石虎一同進攻平陽，靳明於是向劉曜求救，劉曜於是派劉雅和劉策迎接，靳明於是帶著一萬五千名平陽人民逃出平陽。劉曜及後卻大殺靳氏，一如靳準殺劉氏一樣。在其欲纳靳康女为妾时，靳女说及家族被灭，号泣请死，刘曜出于哀怜才放过了靳康的一个儿子。

### 漢國分裂
石勒在靳明逃離後亦攻入平陽，留兵戍守後東歸，並於光初元年（晉太興二年，319年）年初命左長史王脩獻捷報給劉曜。劉曜於是派司徒郭汜授予他趙王和太宰、領大將軍的職位，並加如同曹操輔東漢時的特殊禮待。但留仕劉曜的王脩舍人曹平樂卻向劉曜稱王脩此行其實是要來探聽劉曜虛實，以讓石勒趁機襲擊劉曜。劉曜眼見其軍隊疲憊不堪，於是聽信曹平樂之言，追還郭汜並處斬王脩。石勒及後從逃亡回來的王脩副手劉茂口中得知王脩被殺，因此大怒，開始與劉曜交惡。
劉曜回到長安後，即遷都長安，並設立宗廟、社稷壇和祭天地的南北郊。又改國號為「趙」，史稱「前趙」。同年，石勒自稱趙王，正式建立「後趙」。漢國就此一分為二。

### 安定西戎
及後，黃石屠各人路松多在新平郡和扶風郡起兵，依附南陽王司馬保。司馬保又讓雍州刺史楊曼及扶風太守王連據守陳倉（今陝西寶雞市東），路松多據守草壁。劉曜派劉雅等人進攻但不能攻下。光初二年（320年），劉曜親自率軍進攻陳倉，擊殺王連並逼楊曼投奔氐族。接著接連攻下草壁和安定，令司馬保恐懼而遷守桑城（今甘肃临洮县东）。不久司馬保被部下張春所殺，已向劉曜投降的司馬保部將陳安則請求進攻張春等，劉曜於是任命陳安為大將軍，進攻張春。陳安最終令張春逃至枹罕（今甘肅臨夏），並殺死張春同黨楊次，消滅司馬保殘餘勢力。
不久，前趙將領解虎和長水校尉尹車與巴氐酋長句徐和庫彭等聯結，意圖謀反。但事敗露，劉曜於是誅殺解虎和尹車，並囚禁句徐和庫彭等五十多人，打算誅殺。光祿大夫游子遠極力勸阻，但劉曜都不聽，游子遠一直叩頭至流血，更惹怒劉曜而將他囚禁；劉曜後盡殺句徐等人，更在長安市內將曝屍十日，然後丟進河中。此舉終令巴氐悉數反叛，自稱大秦，並得其他少數民族共三十多萬人響應，於是關中大亂，城門都日夜緊閉。在獄中的游子遠再度上書勸諫劉曜，劉曜看後大怒，命人要立刻殺害游子遠，幸得劉雅等人勸止劉曜，游子遠才得被赦免。劉曜下令內外戒嚴，打算親自討伐叛亂首領句渠知。但此時游子遠向劉曜進言獻策，認為出兵強行鎮壓會耗費太多時間和資源，建議劉曜大赦叛民，讓他們重回正常生活，讓他們自動歸降。又請給兵五千人讓他討伐可能不肯歸降的句渠知。劉曜聽從。隨著大赦令下達，游子遠所到之都有大批人歸降，游子遠又於陰密平定不肯投降的句氏宗族黨眾。及後游子遠更進兵隴右，擊敗自號秦王的虛除權渠，並令他歸降。由於虛除權渠一部是西戎中力量最強的，故此其他西戎部族都相繼歸降前趙。

### 平定隴右
光初五年（322年），劉曜親征仇池，仇池首領楊難敵率兵迎擊但被擊敗，被逼退保仇池城。此時仇池轄下的氐羌部落大多都向前趙投降。及後劉曜轉攻楊韜，楊韜因畏懼而與隴西太守梁勛等人投降。劉曜於是再攻仇池，但此時劉曜患病，而且軍中有疫症，被逼退兵。劉曜因怕楊難敵乘機追擊，於是派光國中郎將王獷游說楊難敵，最終令楊難敵投降。劉曜於是臣服仇池，並領兵撤回長安。
此時，秦州刺史陳安請求朝見劉曜，但劉曜以患病為由推辭，陳安於是大怒，以為劉曜已死，於是決心反叛。劉曜此時病情卻愈來愈嚴重，改乘馬輿先回長安，而命呼延寔在後守護輜重。但陳安卻領騎兵邀截，俘獲呼延寔並奪取輜重，後更將呼延寔殺害。陳安又派其弟陳集等領騎兵三萬追劉曜車駕，劉曜則派呼延瑜擊殺陳集並盡俘部眾。陳安見此感到恐懼，退還上邽（今甘肃天水市），但隨後又佔領汧城，並得到隴上少數民族的歸附，於是自稱涼王。次年，陳安圍攻前趙征西將軍劉貢，但被歸附前趙的休屠王石武與劉貢的聯軍擊敗，只得收拾兵眾退保隴城（今秦安縣東北）。不久劉曜親自率軍圍困隴城，並派別軍進攻陳安根據地上邽和平襄。陳安於是出城，試圖領上邽和平襄的軍隊解圍，當知道上邽被圍而平襄被攻破後，改為南逃陝中，最終被前趙將領呼延清追及並殺害。上邽和隴城都先後投降，原本歸附陳安的隴上部落都歸降前趙。
平定陳安後，劉曜於當年即進攻前涼，親自率兵臨西河並命二十八萬兵眾沿黃河立營，延綿百多里，軍中鐘鼓之聲震動河水和大地，嚇得前涼沿河的軍旅都望風奔退。劉曜又聲言讓軍隊分百道一同渡河進攻前涼都城姑臧，令前涼震動。前涼君主張茂於是向前趙稱藩。劉曜亦達成目的，領兵退還。

### 二趙爭戰
光初七年（324年），後趙司州刺史石生在新安擊斬前趙河南太守尹平，並掠五千多戶東歸。自此前趙和後趙在河東、弘農之間就常有戰事。光初八年（325年），後趙將領石佗攻前趙北羌王盆句徐，大掠而歸。劉曜因而大怒，派中山王劉岳追擊，自己更移屯富平作為聲援，終大敗後趙軍並斬殺石佗。不久後趙西夷中郎將王騰以并州投降前趙。
五月，晉司州刺史李矩等因多次被後趙石生所攻，投靠前趙。劉曜於是派劉岳和呼延謨領兵與李矩等人共同進攻石生。但劉岳圍困石生於金墉城時，被救援石生的石虎擊敗，退保石梁，更反被石虎所圍；呼延謨亦被石虎所殺。劉曜於是親自率兵救援劉岳，但及後卻因軍中夜驚而被逼退回長安。劉岳因無援而且物資缺乏，終被石虎所俘並送往後趙都城襄國（今河北邢台）。王騰亦為石虎擊敗並殺害，郭默和李矩亦被逼南歸東晉，李矩長史崔宣則向後趙投降。此戰令後趙盡得司州。
光初十一年（328年），石虎領四萬人進攻河東，獲五十多縣反叛響應，於是進攻蒲阪。因楊難敵先於光初八年（325年）反攻前趙於光初六年（323年）所佔領的仇池；又成功抵抗前趙於光初十年（327年）的攻擊。另一方面前涼於光初十年知道前趙光初八年被後趙擊敗後，即恢復其晉朝的官爵，並侵略前趙。劉曜於是派河間王劉述領氐族和羌族兵眾守備秦州以防仇池和前涼從後偷襲，自己則親率全國精銳救援蒲阪。石虎恐懼退軍，劉曜追擊並在高候大敗石虎，斬殺石曕。後劉曜又進攻石生所駐的金鏞城，以千金堨之水灌城，又派兵攻汲郡和河內，令後趙滎陽太守尹矩和野王太守張進等投降。這次大敗震動後趙人心。而劉曜此時卻不安撫士眾，只與寵臣飲酒博戲。
三個月後，石勒親率大軍救援石生，並命石堪等人在滎陽與石勒會師。劉曜在得悉石勒已渡黃河，才建議增加滎陽守戍和封鎖黃馬關以阻後趙軍。不久洛水斥候與石勒前鋒交戰，劉曜從俘獲的羯人口中得知石勒來攻的軍隊強盛才感懼怕，於是解金鏞之圍，在洛水以西佈陣。石勒則領兵進入洛陽城。
後前趙前鋒在西陽門與後趙軍大戰，劉曜親自出戰，但未出戰就已飲酒數斗；出戰後再飲酒一斗多。後趙將石堪乘其酒醉大敗趙軍，劉曜在昏醉中退走，期間墮馬重傷，被石堪俘獲。

### 被俘遇害
劉曜被俘後被送往襄國，途中石勒派李永醫治劉曜。到襄國後，石勒让他住在永豐小城，給予侍姬，更命令劉岳等人去探望劉曜。石勒後來命劉曜寫信勸留守長安的太子劉熙儘快投降，但劉曜卻在信中命令劉熙和大臣們匡正和維護國家，不要因為自己而放棄。石勒看見後感到厭惡，後來劉曜還是被石勒所殺。

### 墓葬
刘曜在霸陵西南建寿陵，侍中乔豫、和苞上疏进谏，刘曜对规谏还听得进去。但是刘曜身死国灭，他的实际墓葬地不详。

## 性格特徵
- 劉曜高九尺三寸（2.2米以上），垂手過膝，目有赤光，眉色發白，鬚髯雖長卻相當稀疏。
- 劉曜自少就酗酒，及至後來就更加嚴重。在其在洛陽兵敗被俘一戰中臨陣昏醉，可謂其戰敗的其中一個原因。
- 劉曜亦好殺，如靳準之亂中報復性盡誅靳氏和誅殺句徐等人等都可見。對大臣亦時見殺戮，差點殺了游子遠；又以毒酒殺害進言勸諫的大臣郝述和支當。

## 評價
- 劉淵：「此吾家千里駒也，從兄為不亡矣。」
- 劉聰：「永明，世祖、魏武之流，何數公足道哉！」
- 晉書評：「曜則天資虓勇，運偶時艱，用兵則王翦之倫，好殺亦董公之亞。而承基醜類，或有可稱。」
- 张茂：“曜可方吕布、关羽，而云孟德不及，岂不过哉。”（《十六国春秋》）

## 家庭

### 父母
- 宣成帝刘某
- 宣明太后胡氏

### 后妃
- 元悼皇后卜氏，刘曜即位前就去世，后由王妃身分追谥为皇后，生刘胤。
- 獻文皇后羊献容，原為晉惠帝皇后，永嘉之亂後被劉曜所納。劉曜即位後次年被立為皇后。
- 獻烈皇后刘氏
- 皇后刘芳，劉皚女。

### 子女

#### 子
1. 太子 劉熙，獻文皇后羊獻容所生。劉曜被俘後領導前趙，但被石虎所殺。
2. 臨海王 劉儉，劉曜長子，元悼皇后卜氏所生。
3. 南陽王 劉胤，劉曜次子，元悼皇后卜氏所生。
4. 長樂王 劉襲，獻文皇后羊獻容所生。
5. 太原王 劉闡，獻文皇后羊獻容所生。
6. 淮南王 劉沖
7. 齊王 劉敞
8. 魯王 劉高
9. 楚王 劉徽

#### 女
1. 安定公主，與后赵君主石虎生下石世。

## 延伸阅读
[在维基数据编辑]
 《晉書·卷103》，出自房玄齡《晉書》